# Truner
Truner war eine britische Automarke, die 1913 von Turner & Company im Londoner Vorort Willesden gefertigt wurde. Der Markenname Truner wurde gewählt, um Verwechslungen mit Turner Motor zu vermeiden.
Das einzige Modell war ein Cyclecar. Der Wagen wurde mit einem V2-Motor von J.A.P. angetrieben, der 8 bhp (5,9 kW) leistete.